# C1orf109
C1orf109‏ (Chromosome 1 open reading frame 109) هوَ بروتين يُشَفر بواسطة جين C1orf109 في الإنسان.